# 北港ジャンクション
北港ジャンクション（ほっこうジャンクション）は、大阪府大阪市此花区北港2丁目の阪神高速道路2号淀川左岸線と5号湾岸線が分岐するジャンクションである。

## 概要
1994年4月28日に淀川左岸線の北港ジャンクション - 島屋出入口間が開通。2013年5月25日には島屋 - 海老江間が開通し、5号湾岸線から当ジャンクションで淀川左岸線を経由して阪神高速3号神戸線へと行けるようになった。
4層の立体構造で、柱と道路が複雑に入り組んでいる。この様な構造になった理由として、ジャンクションの近隣は工場や石油タンクの建ち並ぶ埋立地で、用地買収が困難であるという事情がある。使う敷地を極力抑えるため、連絡道路は全て立体交差で、中央の柱と梁による建造物（立体ラーメン）で道路を支えている。

## 道路
- 阪神高速2号淀川左岸線
- 阪神高速5号湾岸線

## 隣
阪神高速2号淀川左岸線
北港JCT - (2-01) 淀川左岸舞洲出入口 - (2-02) ユニバーサルシティ出口 - (2-03) 島屋出入口
阪神高速5号湾岸線
(5-02) 天保山JCT/出入口 - 北港JCT - (5-03) 湾岸舞洲出入口（旧名称 北港西出入口）

## ギャラリー

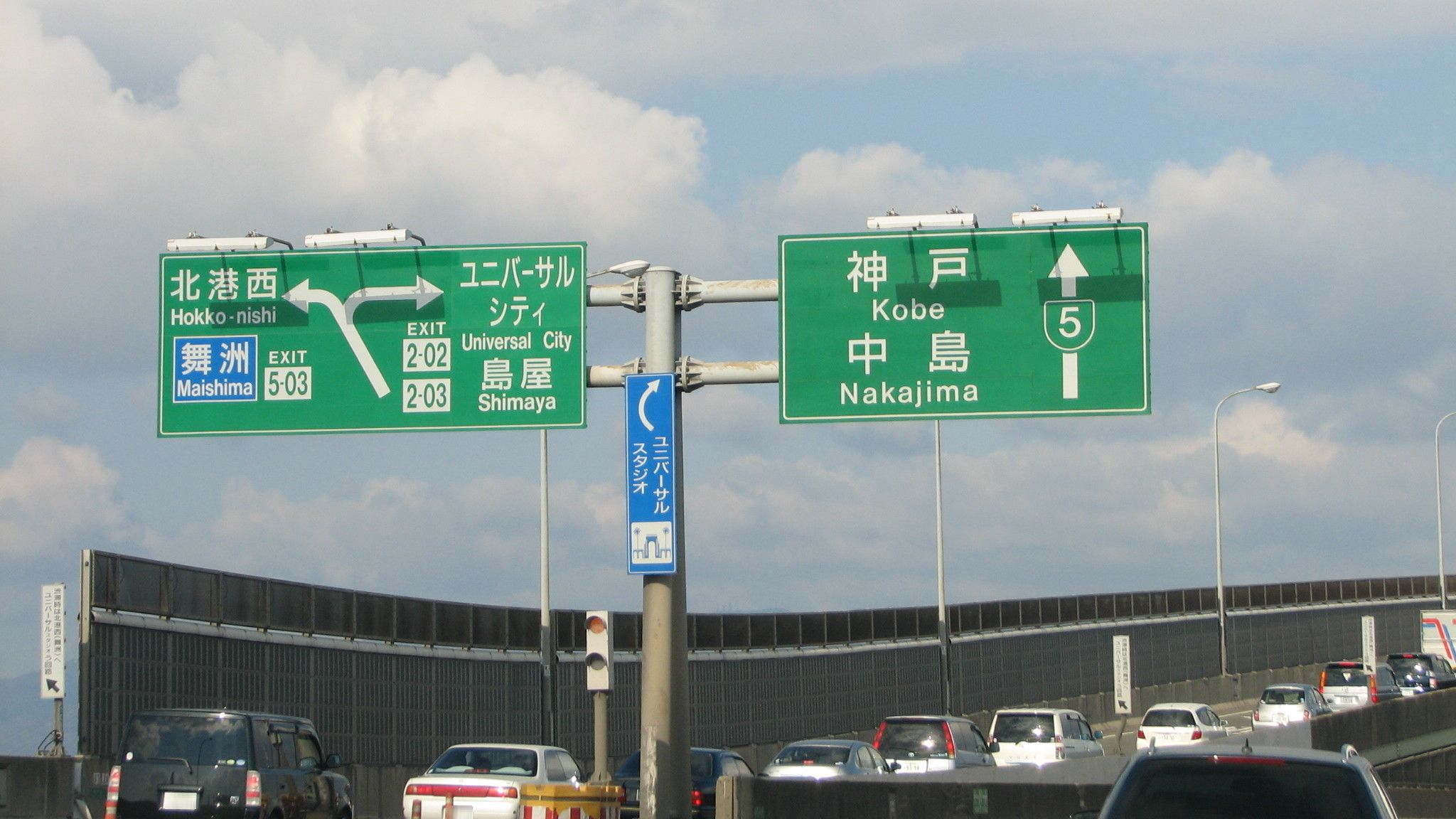
淀川左岸線開通前の湾岸線神戸方面の案内板
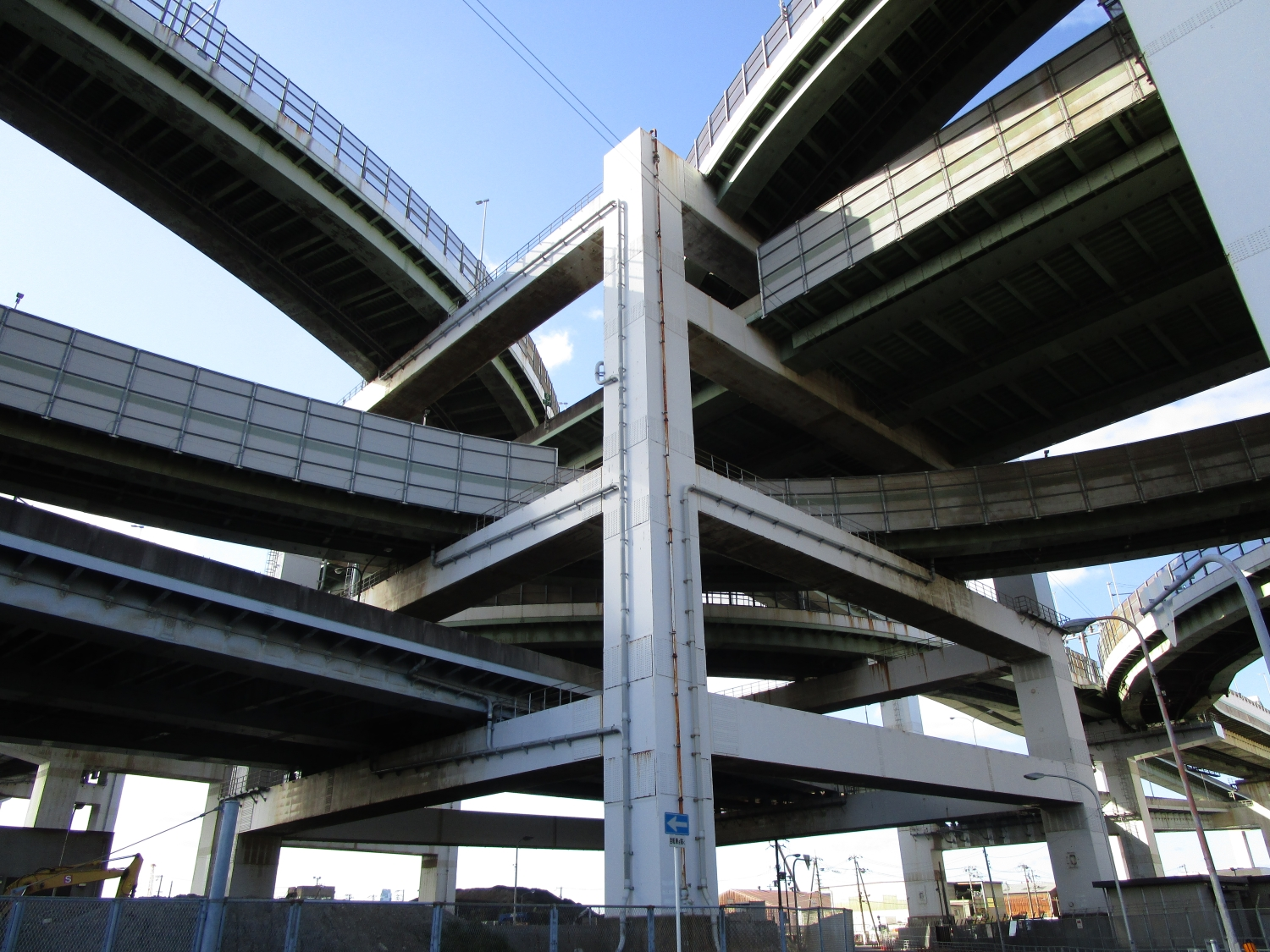
高架下から